# 济南地铁
济南地铁，又称为济南轨道交通，是服务于中国山东省济南市的城市轨道交通系统，由济南轨道交通集团有限公司运营。截至2024年11月22日，济南地铁已开通运营3条线路（1号线、2号线、3号线）、46座车站，运营里程96.335公里。
济南市作为山东省省会，其条件早已满足国务院对建设城市轨道交通的要求，然而济南轨道交通兴建的最大争议在于如何能保护济南泉水。多年来，保泉的问题始终成为济南地铁发展的障碍，上世纪90年代济南就准备建设地铁，但由于保泉问题被无限期搁置。直到2011年，济南市邀请国内相关机构对济南地质情况进行了勘察，结果表明大部分地段可以建设地铁，之后济南地铁的发展才步入正轨。

## 历史

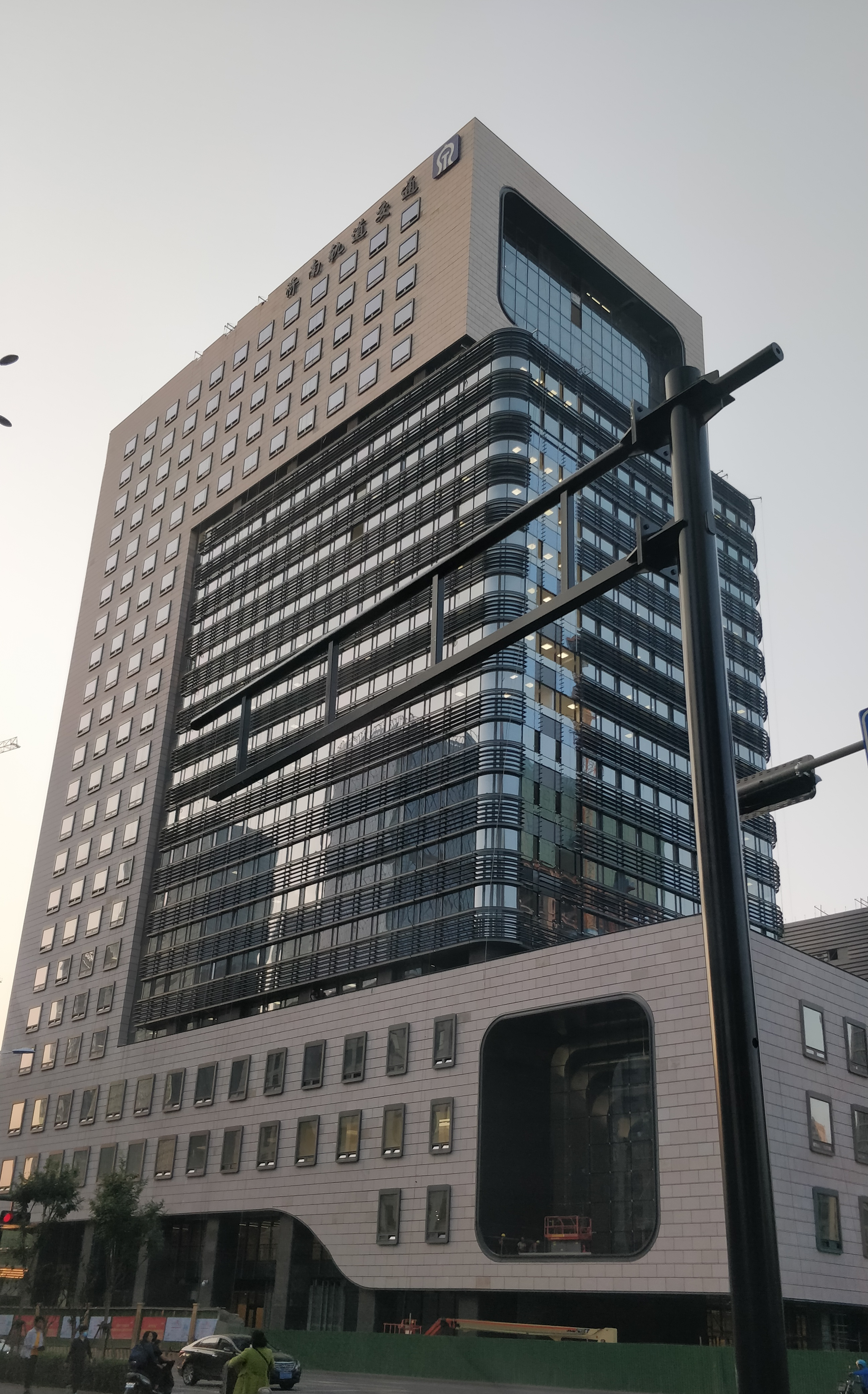
济南轨道交通大厦

### 首次规划（1991-1995）
济南市修建轨道交通的消息最早可以追溯到上世纪九十年代，1991年，济南市公用事业规划局提交了关于高架轻轨客运系统的报告，线路走向初步拟定为东西向，线路由段店至解放桥。
1993年，济南市成立轻轨工程筹建处，并于1994年提交了《关于建设轻轨客运交通工程的调研报告》，调查报告将轨道交通项目分为两期，近期2000年建成，线路由段店至济钢；远期2010年建成，线路由工业园经段店、济钢至临港区，同时，为了为保护泉水，建议工程全部采用高架的方式。
1995年12月28日，国务院办公厅发布《国务院办公厅关于暂停审批城市地下快速轨道交通项目的通知》，叫停除上海地铁二号线之外的所有轨道交通项目，仅成立两年的济南市轻轨工程筹建处随之解散。

### 重新研究与再次停滞（2000-2003）
随着九十年代末各地轨道交通项目的恢复启动，2000年，济南市公用事业规划局再次成立了济南市轨道交通筹建处，进行轨道项目的研究，此后，委托研究机构编制了《济南市城市快速轨道交通线网规划》第一阶段研究报告，此报告经过建设部、中国国际工程咨询公司评审后，最终确定了由4条线（东西线、南北线、旅游线和支线）组成，线网规模按93至108公里的初步规划。
2001年，济南委托研究机构分别编制了《济南市城市轨道交通1号线可行性研究客流预测报告》、《济南市轨道交通1号线一期工程预可行性研究报告》和《济南市轨道交通1号线一期工程项目建议书》，报告中的1号线，线路由大金庄至甸柳庄，其中，市区中拟建3.55千米长的地下段。
然而，此时济南趵突泉已停喷长达三年，在保泉的巨大压力下，研究人员建议进一步对地铁是否会影响泉水进行进一步论证。此后，轨道交通计划被再次搁置“充分论证和规划”，2002年底至2003年初，济南市轨道交通筹建处再次被撤销。

### 实质性评估与报批（2007-2014）
尽管保泉压力巨大，济南市有关部门仍然对轨道建设进行了多层次探讨。2007年，市规划局表示将尽快启动轨道交通线网等专项规划编制。京沪高铁济南西站片区控制性详细规划方案规划要点中，也列出了两条轻轨交通线路。2008年，西客站片区规划正式出台，其中正式出现了轨道交通线路规划。
2009年年初，济南市政府确定成立济南市城市轨道交通规划建设工作领导小组。市长和几位副市长分任组长、副组长。6月20日，济南市政府与北京城建设计研究总院签订了轨道交通规划技术咨询合同，济南市轨道交通正式起步。
到了2011年，济南市邀请国内相关机构对济南地质情况进行了勘察，结果表明大部分地段可以建设地铁。从2013年起，济南市政府开始对济南轨道交通线网进行组织研究。9月5日，济南轨道交通近期建设规划（2014-2018）可行性研究报告通过中国国际工程咨询公司组织的专家评估；12月29日，济南轨道交通R线建设在位于长清区崮云湖街道前大彦村启动，北京城建勘测技术研究院开始进行线路的勘测工作
2014年3月，济南轨道交通R1线初步勘探正式启动。勘探线路全长26.4公里，共打了212个钻孔，通过钻探取出各土层的土样，研究土层的物理和力学参数及地下水分布等，为线路的初步设计提供相应的参数和依据；10月31日，济南轨道交通近期建设规划（2014-2018）环评审查意见下达，正式通过环境影响评价。

### 正式实施与开通运营（2015-2021）
2015年1月12日，经国务院批准，发改委下达《关于印发济南市城市轨道交通近期建设规划（2015-2019年）的通知》，正式批准济南市轨道交通近期建设规划，标志着济南轨道交通建设正式进入实施阶段
；4月，济南市轨道交通建设指挥办公室成立；7月16日，1号线（工程名为R1线）试验段土建工程正式开工；11月10日，1号线全线开工。
在1号线开工以后，2016年6月20日，3号线一期（工程名为R3线）全线开工；11月26日，2号线（工程名为R2线）全线开工。
2019年1月1日，1号线试运行；4月1日，开通初期运营，这也是济南第一条正式运营的地铁线路。
2019年9月28日，3号线试运行；12月28日，开通初期运营。2020年12月29日，2号线试运行；2021年3月26日，2号线开通初期运营，该线路是山东省第一条全自动运行地铁线路，同时2号线将1号线与3号线联系到一起，实现了济南地铁三条线路的无缝换乘。

### 二期工程（2020-2027）
2020年10月9日，国家发展改革委批复了《山东省济南市城市轨道交通第二期建设规划（2020-2025年）》，自此济南轨道交通建设进入二期工程的建设阶段。
2021年3月，3号线二期、4号线一期开工建设；9月，6号线开工建设；2022年9月，8号线一期开工建设；10月，9号线一期开工建设；12月，7号线一期开工建设。
2024年11月22日上午11时，3号线二期工程开通运营，其中机场北站暂缓开通。

## 线路

### 运营线路
截至2024年11月22日，济南地铁共有3条运营线路，运营里程96.335km，运营车站48座。
| Center   |               |          |                   |                |                |              |          |                   |
| 线路名称 | 区间          | 车站数量 | 运营里程 （公里） | 最早运营日期   | 最近延伸日期   | 车辆段       | 列车编组 | 最高速度 （km/h） |
| █ 1号线  | 方特－工研院  | 11       | 26.27             | 2019年4月1日   | -              | 范村车辆基地 | 4B       | 100               |
| █ 2号线  | 王府庄-彭家庄 | 19       | 36.39             | 2021年3月26日  | -              | 王府庄车辆段 | 6B       | 100               |
| █ 3号线  | 龙洞－机场南  | 18       | 33.675            | 2019年12月28日 | 2024年11月22日 | 济南东车辆段 | 6B       | 100               |

### 在建线路
截至2022年12月14日，济南地铁实现二期工程6条全线开工，在建总长约163.7公里。
| 线路名称    | 区间              | 车站数量 | 里程（km） | 高架段（km） | 地下段（km） | 开工日期       | 预计通车时间 | 车辆段         | 列车编组 | 最高速度 （km/h） |
| ----------- | ----------------- | -------- | ---------- | ------------ | ------------ | -------------- | ------------ | -------------- | -------- | ----------------- |
| █ 4号线一期 | 小高庄-彭家庄     | 33       | 40.2       | 0            | 40.2         | 2021年3月6日   | 2025年       | 唐冶北车辆段   | 6A       | 80                |
| █ 6号线     | 位里庄-梁王东     | 33       | 40.1       | 0            | 39.1         | 2021年9月29日  | 2026年       | 位里庄车辆段   | 6A       | 80                |
| █ 7号线一期 | 凤凰南路站-济北站 | 23       | 30         | 4.8          | 25.2         | 2022年12月14日 | 2027年       | 黄河北车辆基地 | 6A       | 100               |
| █ 8号线一期 | 邢村-清源大街     | 14       | 25.5       | 14.1         | 8.5          | 2022年9月20日  | 2025年       | 绣源河车辆段   | 6A       | 100               |
| █ 9号线一期 | 黄河南岸-毛庄     | 12       | 15         | 0            | 14.8         | 2022年10月28日 | 2026年       | 梁王车辆段     | 6A       | 80                |
| 总数        |                   | 120      | 163.7      | 18.9         | 140.7        |                |              |                |          |                   |

### 建设规划

#### 一期建设规划
2015年1月12日，国家发展改革委批复了《济南市城市轨道交通近期建设规划（2015-2019年）》，依据济南城市总体规划和综合交通规划，济南轨道交通总线网规划由9条线路组成，其中市区线6条、市域快线3条，总长约331.5公里，设车站155座，其中换乘车站30座。一期建设规划包含其中的3条市域快线，即R1线（池东-演马庄西，长度约26.4公里，设站9座）、R2线一期（小高庄-郭店，长度约35.2公里，设站14座）、R3线一期（龙洞-新东站，长度约19.0公里，设站11座）三个项目，建成后线网总长约80.6公里，估计总投资437.2亿元。 

#### 一期调整
2018年11月24日，国家发展改革委印发了《关于调整济南市城市轨道交通第一期建设规划（2015～2019年）的批复》，对R2线一期工程的建设方案进行了部分调整，R2线改由王府庄站至彭家庄站，敷设方式以地下线为主，线路增加1.2公里，调整为36.4公里；西二环站至历山北路站区间增设4座车站，西周家庄站以东区间增设1座车站，共设站19座，投资增加约29.3亿元，调整为229亿元。同时授权山东省发改委按权限对R1线、R3线建设方案进行适当优化调整，R1线、R3线一期各增设车站2座。。调整后一期建设规划仍包含3条市域快线，即R1线（长度约26.4公里，设站11座）、R2线一期（长度约36.4公里，设站19座）、R3线一期（长度约21.6公里，设站11座）三个项目，建成后线网总长约84.4公里。

#### 二期建设规划
2020年10月9日，国家发展改革委批复了《山东省济南市城市轨道交通第二期建设规划（2020-2025年）》，济南市轨道交通2035年线网规划由11条城市轨道交通线路和1条市域（郊）铁路组成，总长604.8公里。二期建设规划中包括3号线二期（滩头-遥墙机场，长度约12.9公里）、4号线一期（小高庄-彭家庄，长度约40.2公里）、6号线（位里庄-梁王东，长度约39.1公里）、7号线一期（凤凰南路-济北，长度约30.0公里）、8号线一期（邢村-山东大学，长度约22.6公里）、9号线一期（黄河南岸-毛庄，长度约14.8公里）共6条线路，总里程约159.6公里，估算总投资1154.36亿元。二期建设完成后，济南将形成8条线路，总里程243.7公里的城市轨道交通网络。

## 设施

### 车辆
济南地铁的列车目前均由中国中车青岛四方机车车辆股份有限公司制造。
1号线为4辆编组B2型电动客车，采用DC1500V架空接触网供电，共24列。
2号线为6辆编组B2型电动客车，采用DC1500V架空接触网供电，共34列。
3号线为6辆编组B2型电动客车，采用DC1500V架空接触网供电，共18列。

### 车辆段
一期工程中，1号线设置有范村车辆基地，2号线设置有王府庄车辆段，3号线设置有济南东车辆段。

## 票务

### 票价
济南轨道交通实行计程票制，具体票价政策为：起步价2元，起步里程5公里；5－10公里（含），票价为3元；10－15公里（含），票价为4元；15－22公里（含），票价为5元；22－29公里（含），票价为6元；29公里以上，每增加1元可乘坐9公里。
| 2元 5公里3元 +5公里4元 +5公里5元 +7公里6元 +7公里+1元 +9公里 \| \| \| \| \| \| \| |  |  |  |  |  |
|                                                                                   |  |  |  |  |  |

### 单程票

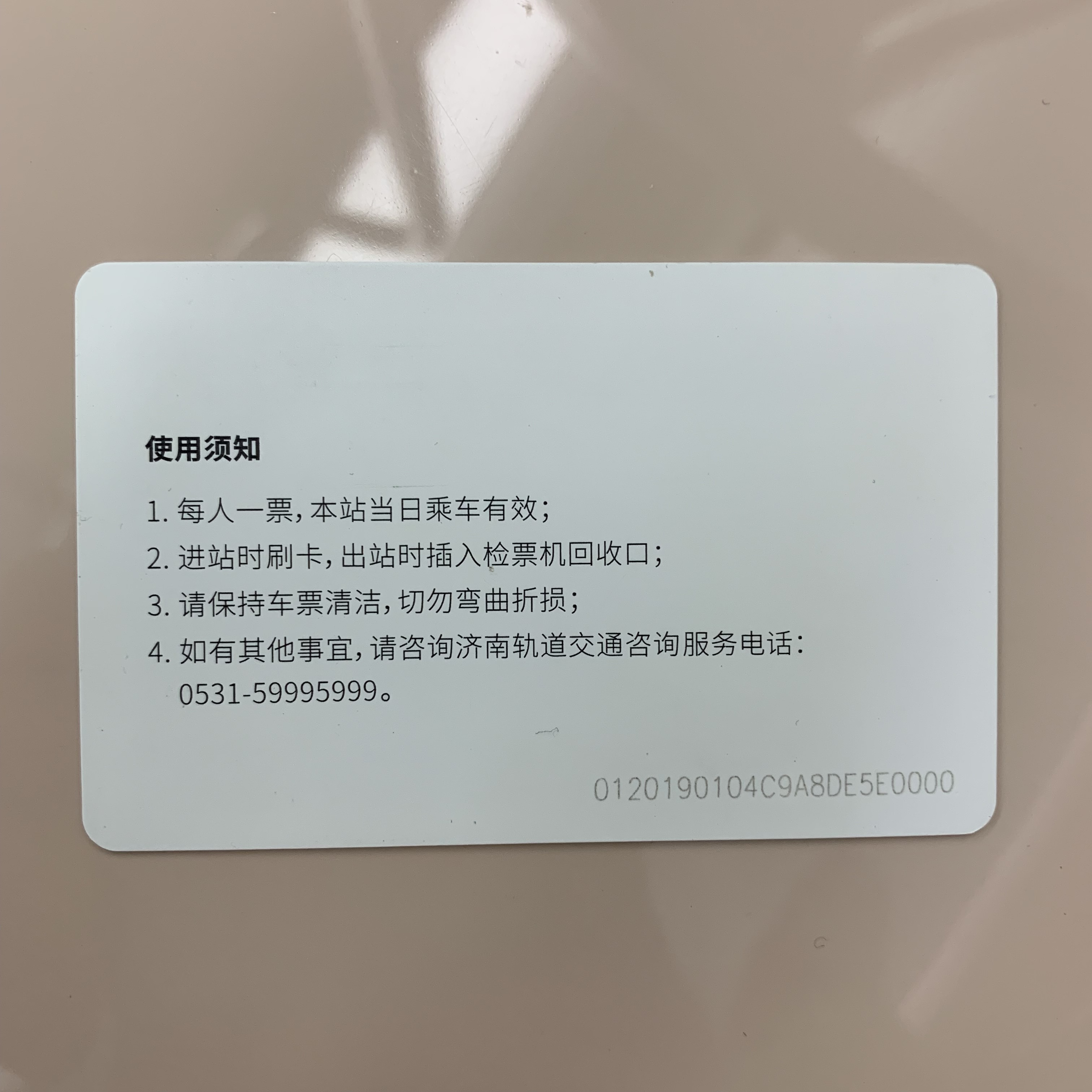
单程票反面

普通单程票是回收类地铁专用票。乘客可在地铁车站内的售票机或人工售票站购买。也可使用济南地铁APP提前购买并到售票机取票。单程票每人一票，当日运营时间内于购票车站进站有效、乘坐车费以内的车程，出站时由闸机回收。当日购买的单程票但未进站的，仅限在发售站当日给予退票。如不能正常进出闸机，需要到车站客服中心处理。

### 一般优惠
- 济南地铁APP“扫码乘车”、“人脸识别”实行8折优惠。
- 现有济南公交发行的老年优惠卡、老年免费卡、学生卡、残疾人卡可以在济南地铁使用，享受同等优惠。其他优惠按济南公交现行优惠政策执行。
- 持泉城通卡单独乘坐地铁，享受8折优惠。持泉城通卡乘坐公交车，按济南公交现行优惠政策执行。不可使用春秋卡。

### 免费
- 现役军人凭相关有效证件免费乘坐。
- 65周岁及以上老年人凭专用乘车卡免费乘坐。
- 残疾人、残疾军人、因公致残人民警察凭专用乘车卡免费乘坐。
- 1.3米及以下的儿童免费乘坐。
- 全国范围内持优待证的人员，及本市户籍持“泉城拥军交通卡”的人员免费乘坐。[29]

### 折扣
- 身高低于1.3米的儿童免费乘车，身高超过1.3米的学龄前儿童实行4折优惠。
- 济南市中小学生（具体范围为本市小学、初中、普通高中、职业中专、职业高中的学生），凭专用乘车卡实行4折优惠。
- 60至64周岁的老年人实行5折优惠。

## 文化标识

### 标志
济南地铁标志以篆体汉字“泉”为主要图形元素，整体造型形如一块方形印章，涵盖了济南厚重的城市文化积淀，也寓意为市民出行负责的契约精神。“泉”字经过艺术化处理，似从隧道中驶来的列车，既体现济南轨道交通行业属性，又似一双拱起的双手，象征济南轨道交通集团呵护泉城市民出行安全。标志颜色选取“泉城蓝”为主色调，象征济南轨道交通安全便捷的服务理念。“T”元素既是列车头部的一个部分，也是“交通、科技和温度”英文单词的首字母，寓意济南轨道交通智慧、创新、与时俱进的发展理念。标志底部没有完全闭合，象征着济南轨道交通的开放性和共享性。该标志由杭州设计师刘东波设计，2018年2月8日由轨道交通集团正式对外公布。

### 吉祥物

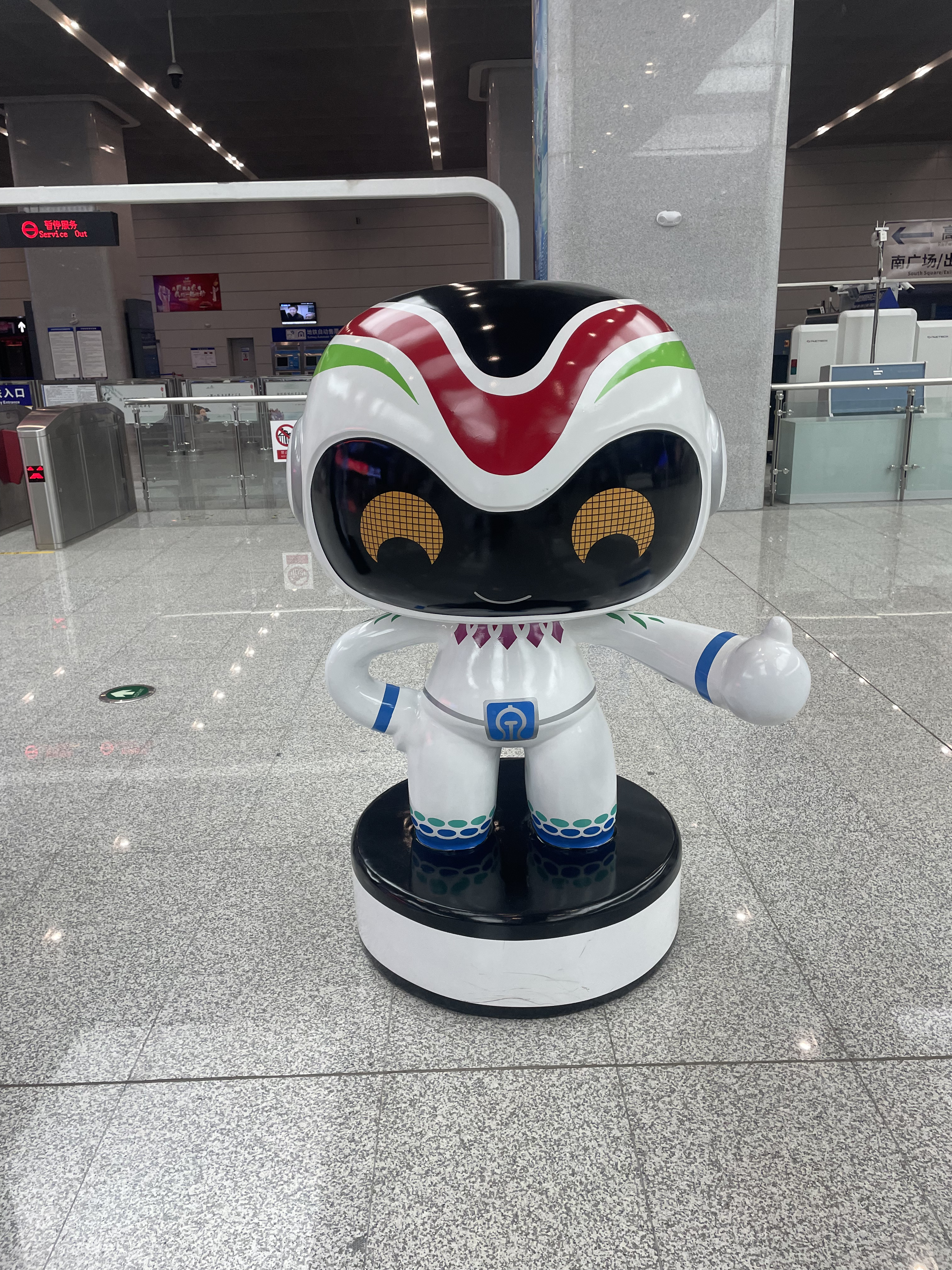
位于济南东站的“泉速”

济南轨道交通吉祥物名为“泉速”，与“全速”谐音，寓意济南迎来地铁加速度，进入地铁新时代。吉祥物采用拟人化设计，将地铁化身为孩童示人，寓意济南轨道交通正处朝气蓬勃的孩童期。头部创意源于地铁车辆的车头与中国传统文化的脸谱；脖子、手臂和腿部源自泉水、柳树、荷花等济南特色文化符号；肚子上将地铁标志设计为腰带；项圈采用丁香紫色，创意来自于1号线地铁车辆的丁香紫流线。吉祥物形象于2019年1月1日正式亮相。

## 运量数据
| 年份   | 线网规模 （km） | 年客运量 （万人） | 日均客运量 （万人） | 客流强度 （万人/km） |
| ------ | --------------- | ----------------- | ------------------- | -------------------- |
| 2019年 | 47.7            | 575               | 2.1                 | 0.04                 |
| 2020年 | 47.7            | 850               | 2.3                 | 0.05                 |
| 2021年 | 84.1            | 5603              | 15.4                | 0.18                 |
| 2022年 | 84.1            | 5455              | 14.9                | 0.18                 |
| 2023年 | 84.1            | 9621              | 26.35               | 0.31                 |
| 2024年 | 96.7            | 11639.9           | 31.89               | 0.33                 |